# Chute du Voile de la Mariée (Guinée)
Pour les articles homonymes, voir Voile de la Mariée.

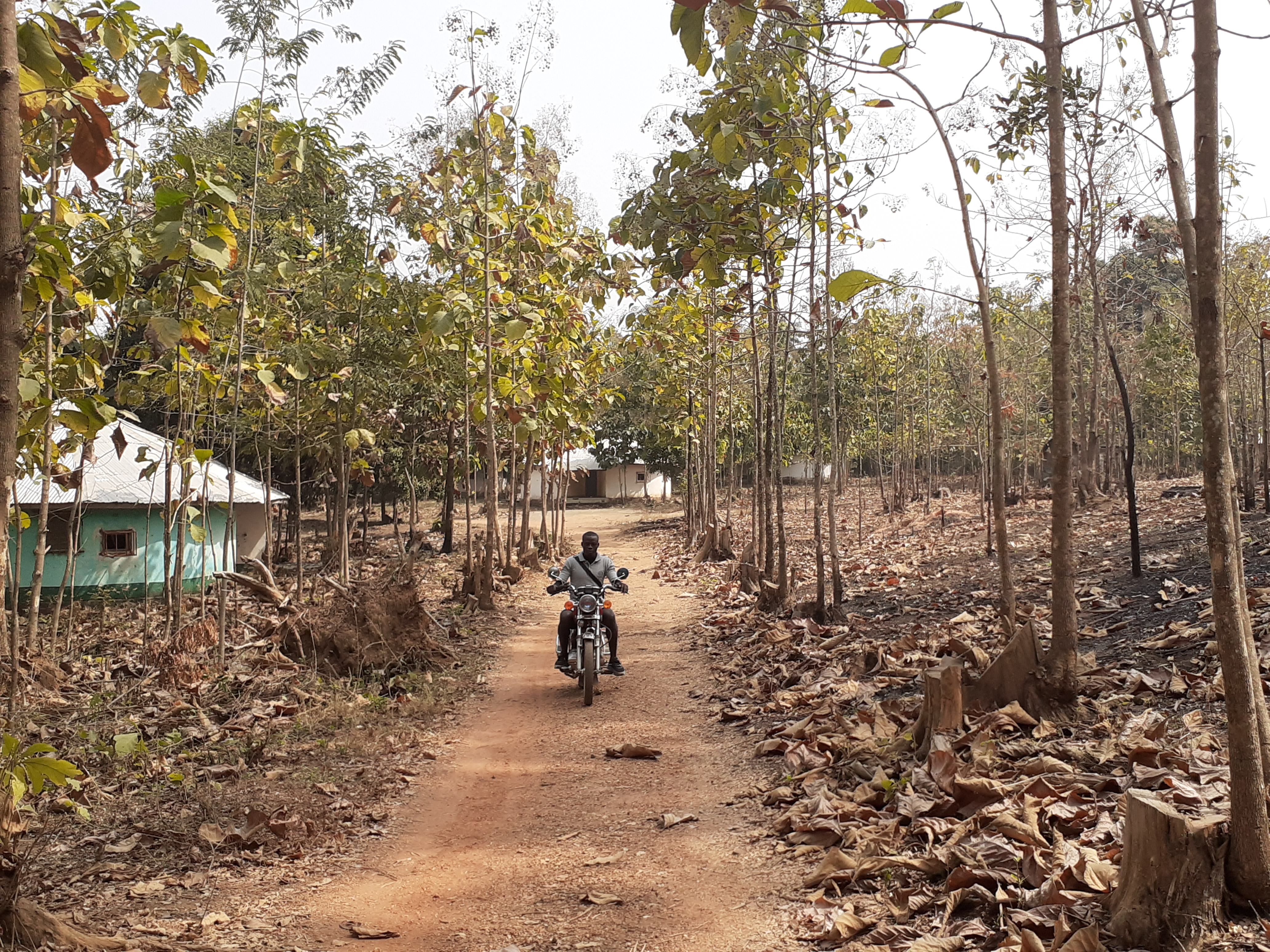

La chute du Voile de la mariée est une chute d'eau de Basse Guinée située dans la commune de Kindia. Elle mesure environ 80 mètres de hauteur. Elle coule toute l'année, mais elle est la plus belle en saison pluvieuse précisément en Août septembre, lorsqu'elle est alimentée par les eaux du fleuve . Elle occupe le fond d'une vallée suspendue. Son nom, chute d'eau du voile de la mariée, évoque sa légèreté et ses mouvements lorsque le vent souffle,.

## Cinéma
- Doura Barry : dans son clip Les Femmes de mon pays